# King Edward Point
King Edward Point è un piccolo villaggio nell'isola della Georgia del Sud, ed è la capitale de facto del territorio d'oltremare britannico della Georgia del Sud e Isole Sandwich Meridionali.

## Storia
Il villaggio di King Edward Point venne fondato nel 1909 dall'esploratore svedese Otto Nordenskjöld, dopo la Spedizione Nordenskjöld-Larsen avvenuta tra il 1901 e il 1904.
Nel 1925 il governo del Regno Unito fece costruire un laboratorio marino. Il 1º gennaio 1950 la stazione è stata assunta dalla Falkland Islands Dependencies Survey.
Agli inizi della Guerra delle Falkland le forze militari argentine occuparono l'isola chiudendo la stazione. La stazione fu riaperta il 22 marzo 2001 dalla British Antarctic Survey. La maggior parte degli edifici furono distrutti durante la guerra, tranne la Discovery House e il carcere.
La località è dedicata a Edoardo VII del Regno Unito, regnante dal 1901 al 1910.

## Galleria d'immagini

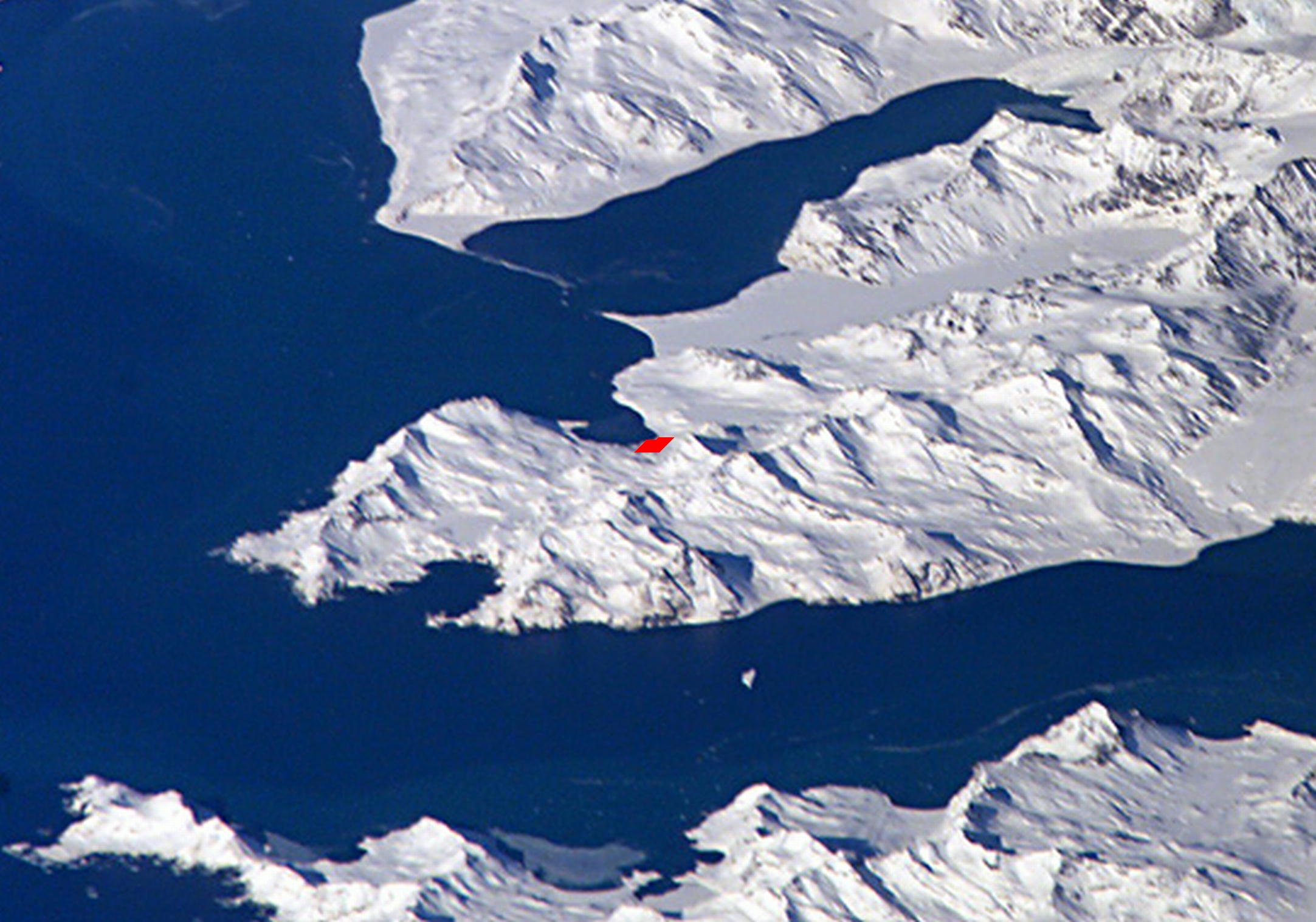
Posizione di King Edward Point e di Grytviken